# Friedrich Baumbach
Friedrich Baumbach, meglio conosciuto come Fritz, (Weimar, 8 settembre 1935 – Berlino, 24 aprile 2025), è stato uno scacchista tedesco.

## Biografia
Fu Grande Maestro di scacchi per corrispondenza, vincitore dell'11º campionato mondiale ICCF disputatosi tra il 1983 e il 1989. Nel 1970 vinse il titolo di campione OTB della Repubblica Democratica Tedesca.